# Equipe soviética na Federation Cup
A equipe soviética na Federation Cup representou a União Soviética na Federation Cup (que viria a se tornar a Fed Cup, e depois a Copa Billie Jean King), principal competição de tênis feminina por equipes do mundo.
Competiu entre 1963 e 1991. Com a dissolução do país, novas equipes surgiram, não necessariamente no ano seguinte. Das ex-repúblicas soviéticas:
- Equipe armênia na Copa Billie Jean King (1997–presente);
- Equipe azeri na Copa Billie Jean King (2006–presente);
- Equipe bielorrussa na Copa Billie Jean King (1994–presente);
- Equipe estoniana na Copa Billie Jean King (1992–presente);
- Equipe georgiana na Copa Billie Jean King (1994–presente);
- Equipe cazaque na Copa Billie Jean King (1995–presente);
- Equipe quirguiz na Copa Billie Jean King (2003–presente);
- Equipe letã na Copa Billie Jean King (1992–presente);
- Equipe lituana na Copa Billie Jean King (1992–presente);
- Equipe moldávia na Copa Billie Jean King (1998–presente);
- Equipe russa na Copa Billie Jean King (1993–presente; a única que herdou o histórico da URSS);
- Equipe tajique na Copa Billie Jean King (1998–presente);
- Equipe turcomena na Copa Billie Jean King (2004–presente);
- Equipe ucraniana na Copa Billie Jean King (1993–presente);
- Equipe uzbeque na Copa Billie Jean King (1995–presente).

Houve ainda uma equipe provisória, que durou apenas um ano e, na duas partidas disputadas, convocou apenas tenistas russas:
- Equipe da Comunidade dos Estados Independentes na Federation Cup (1992).